# Сараджишвили (станция метро)
«Сараджишви́ли» (груз. სარაჯიშვილი) — станция Ахметели-Варкетилской линии Тбилисского метрополитена, располагается между станциями «Ахметелис театри» и «Гурамишвили». Открыта 7 января 1989 года.

## Название
Названа в честь грузинского певца Ивана Сараджишвили (1879—1924). Название до 1992 года — «Гурамишвили» (груз. გურამიშვილი), оно было передано соседней станции.

## Архитектура и оформление
Отделка станции выполнена в светлых тонах. На потолке смонтированы мониторы.

## Выходы и пересадки
Со станции один выход — в южном направлении.